# Chiesa di San Giuseppe (Racines)
La chiesa di San Giuseppe (in tedesco Kirche St. Josef) è la parrocchiale di Ridanna (Ridnaun), frazione di Racines (Ratschings), in provincia autonoma di Bolzano. Appartiene al decanato di Vipiteno della diocesi di Bolzano-Bressanone e risale al XVIII secolo.

## Storia
La chiesa parrocchiale a Ridanna venne edificata a partire dal 1764 su progetto dell'architetto Rupert Röck ed ebbe da subito la dedicazione a san Giuseppe. La solenne consacrazione venne celebrata quattro anni dopo, nel 1768.

## Descrizione

### Esterno
Il luogo di culto si trova al centro dell'abitato della frazione di Ridanna. Si trova nell'area del cimitero della comunità e si presenta con un aspetto barocco. Il prospetto principale è caratterizzato da due pilastri larghi e sporgenti posti lateralmente e dal portale principale di ridotte dimensioni con arco a tutto sesto sormontato, in asse, dalla grande finestra a monofora che porta luce alla sala. La copertura a due spioventi è parzialmente interrotta dalla struttura del campanile e dalla sporgenza superiore centrale che ospita l'orologio.
La torre campanaria si alza all'interno della pianta della chiesa ed è posta in posizione anteriore, a sinistra. Culmina con la cella campanaria che si apre con quattro finestre a bifora sormontata dalla piccola lanterna.

### Interno
Gli interni sono decorati secondo lo stile rococò e le decorazioni a stucco sono di particolare interesse.
Risulta essere una delle più belle chiese barocche del Tirolo. Alle decorazioni della sala hanno lavorato in particolare i pittori Johann Perger di Stilves e Josef Haller della Val Passiria.